# 斑點星蟒
斑點星蟒（學名：Antaresia maculosa）是蛇亞目蟒科下的一個無毒蛇種，主要分布於澳洲。斑點星蟒是深受澳洲當地歡迎的寵物蛇種，因為牠體型較小，而且能適應溫和的氣候。目前未有正式的亞種被確認。

## 特徵
成年的斑點星蟒約長100至140公分，身體斑紋亦不規則，而且終其一生其斑紋都會不斷變化。牠們的斑紋邊緣並不圓滑，這是因為牠們的鱗紋會一直成長著，只有長至最後階段的鱗片上才會出現最完善的紋理。

## 地理分布
斑點星蟒主要分布於澳洲的約克角半島，南及昆士蘭東部至新南威爾士北部，在昆士蘭對開的海島及海岸上亦能找到牠們的蹤影。

## 棲息地
斑點星蟒能居於各種不同的地形，但牠們比較偏好遍佈山岩的地區，與及一些石隙山洞之中。

## 進食習慣及繁殖
斑點星蟒最喜歡進食的是食蟲類的蝙蝠。斑點星蟒通常會守在住有蝙蝠的洞口，等待獵物出現，再加以捕食。斑點星蟒是侏儒蟒屬中體型最大的物種，牠會進食許多種齧齒目動物，如鼠類。
另外，斑點星蟒是卵生動物，雌蛇每次約能生產15枚蛇卵。

## 分類學
2003年學者荷沙（Hoser）發現了一個新的亞種，命名為「A. m. brentonoloughlini」，如經確認將會是斑點星蟒目前的唯一亞種。

## 備註
1. 1 2  McDiarmid RW、Campbell JA、Touré T：《Snake Species of the World: A Taxonomic and Geographic Reference, vol. 1》頁511，Herpetologists' League，1999年。ISBN 1-893777-00-6
2. ↑  . ITIS.   [18 September 2007].
3. ↑  （英文）TIGR爬蟲類資料庫：斑點星蟒

## 外部連結
- （英文）斑點星蟒介紹 （页面存档备份，存于）